# 후지마키 쇼고
후지마키 쇼고(일본어: 藤牧 祥吾, 1989년 6월 13일 ~ )는 일본의 전 축구 선수이다.

## 구단 경력
과거 방포레 고후, 후지에다 MYFC, 가이나레 돗토리에서 활동하였다.